# Pierre-Victorien Lottin

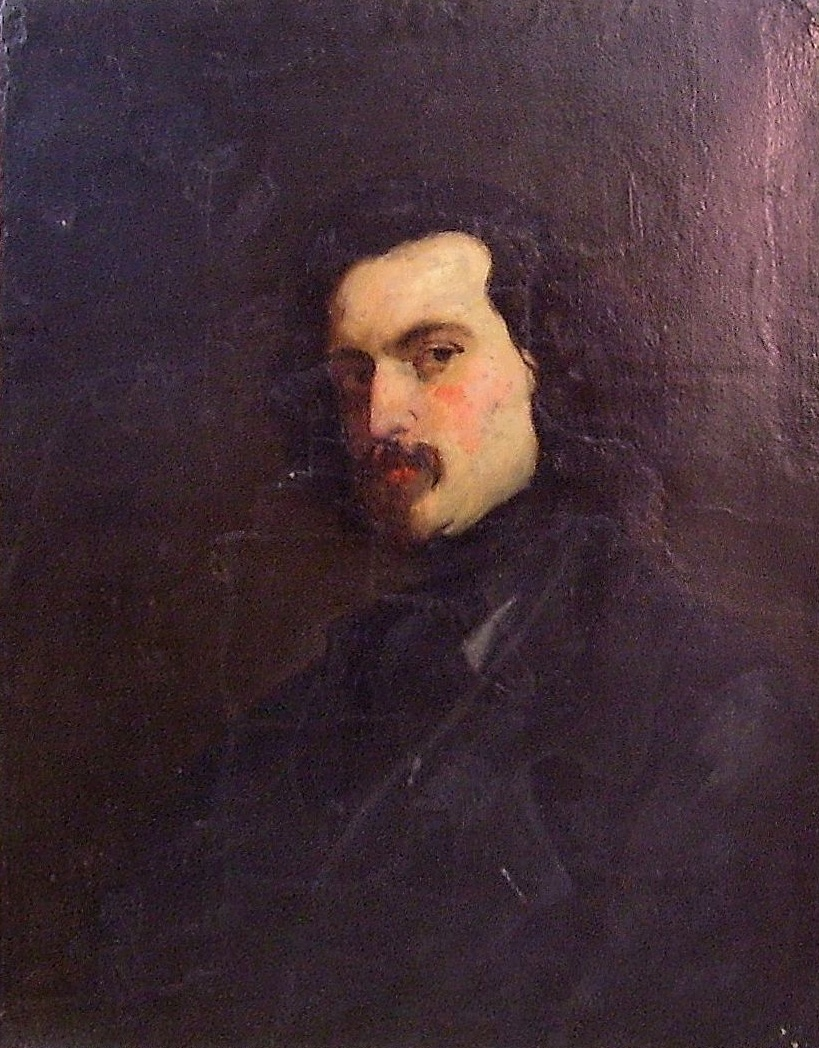
Lottin de Laval, Gemälde von Thomas Couture (1815–1879)

Pierre-Victorien Lottin (Pseudonym: Lottin de Laval; * 19. September 1810 in Orbec; † 23. Februar 1903 in Menneval, Département Eure) war ein französischer Archäologe, Schriftsteller und Maler. Von 1839 bis 1851 unternahm er drei archäologische Reisen im offiziellen Auftrag der französischen Regierung. Von diesen Reisen brachte er zahlreiche Notizen, Zeichnungen, Gemälde und Berichte mit, die sich heute in den Archiven des Départements Eure, in den Museen von Bernay und Orbec, der Stadtbibliothek von Rouen sowie in der Abteilung orientalischer Altertümer des Louvre befinden. Er entwickelte die sogenannte Lottinoplastie, die es ermöglichte, Abgüsse von Altertümern zu machen, ohne die Originale zu beschädigen.

## Leben

### Herkunft
Als Pierre-Victorien Lottin 1810 in Orbec geboren wurde, hatte sich die Stadt noch nicht vollständig von den Wirren der Revolutionszeit erholt. Vom Mittelalter bis zur Französischen Revolution (1789–1799) war Orbec eine einflussreiche Stadt, Sitz einer Vicomté und einer Bailliage, deren Gerichtsbarkeit die größeren Städte Lisieux und Bernay unterstanden. 1790 wurde die Verwaltung der Region nach Lisieux verlegt. Tranquille Lottin, Pierre-Victorien Lottins Vater, war einer der überzeugtesten Republikaner, er wurde in Saint-Germain d’Aunay (Département Orne) geboren. Mit 21 Jahren ging er zur Armee und verblieb dort über zehn Jahre lang. Nach dem Frieden von Amiens im Jahre 1802 verließ Tranquille Lottin die Armee und wurde Hutmacher in Orbec. Im Alter von 39 Jahren heiratete er 1809 die sechzehnjährige Marie Victoire Delaval. Ein Jahr später wurde Victorien Pierre geboren. Er war acht Jahre alt, als seine Mutter verstarb. Pierre-Victorien Lottins kleine Schwester wuchs bei einem Onkel auf, er selbst blieb bei seinem Vater und besuchte eine Lateinschule. Nach seinen eigenen Aussagen verließ er Orbec, als er vierzehn Jahre alt war, und suchte sein Glück in Paris, wo er bei einem Onkel wohnte. Er unterrichtete sich selbst mithilfe von Werken aus öffentlichen Lesesälen, den sogenannten Cabinets de lecture. François Guizot (1787–1874) verschaffte ihm eine Stelle als Sekretär bei dem Ägyptologen Émile Prisse d’Avesnes (1807–1879). Lottin machte die Bekanntschaft von Jules Janin (1804–1874), der wohlwollend über ihn schrieb. Im Alter von 20 Jahren bewegte sich Lottin in den Kreisen von Literaten und Künstlern.

### Lottin de Laval

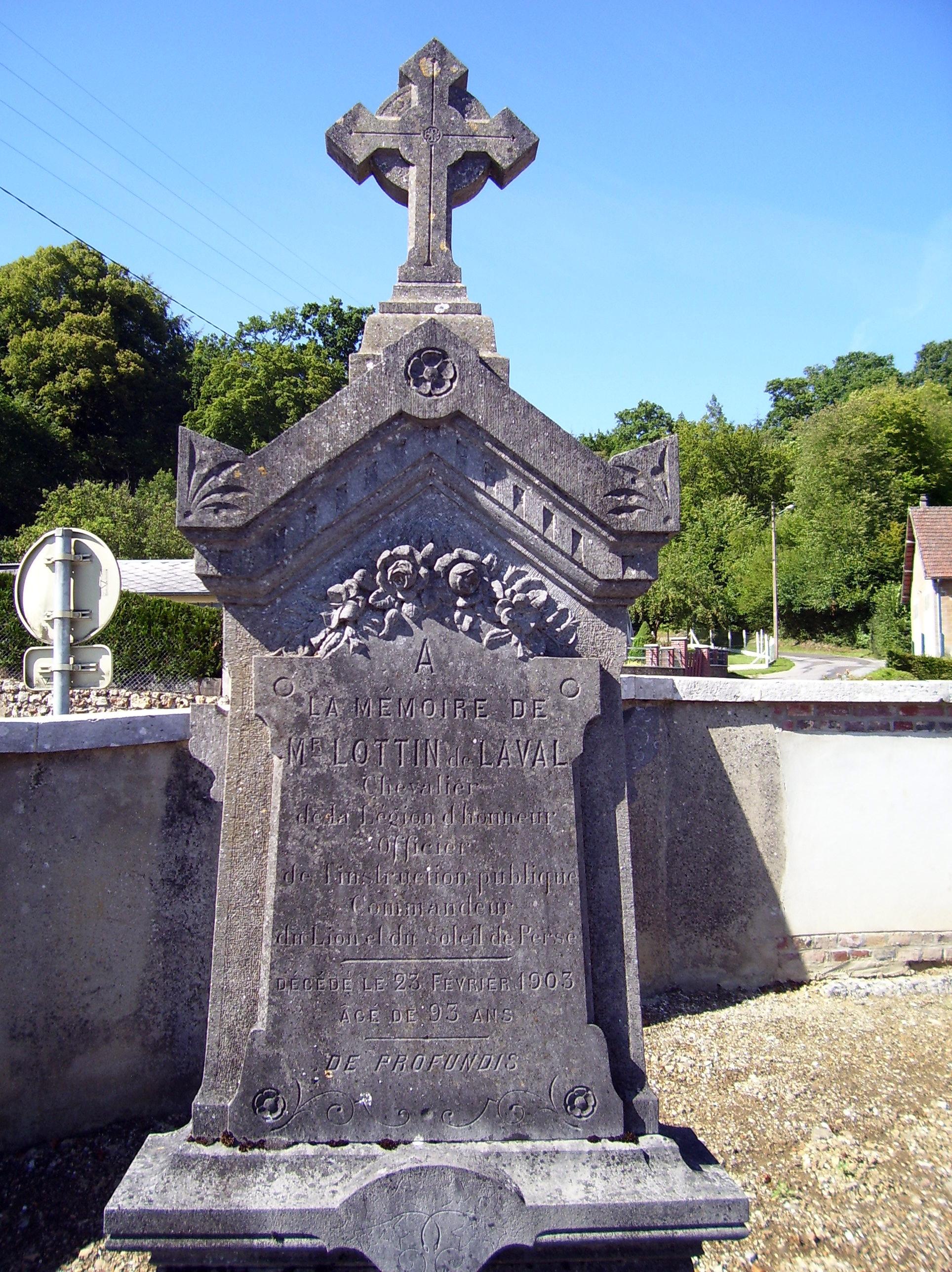
Inschrift auf dem Grab von Pierre-Victorien Lottin in Menneval

Ab 1833 begann Lottin sich Lottin de Laval zu nennen, dabei benutzte er den bürgerlichen Namen seiner Mutter, Delaval, schrieb ihn jedoch wie den Namen einer adligen Familie. 1839 erwarb er das Haus Trois Vals in Menneval bei Bernay. Als sein Vater Tranquille am 14. Februar 1852 starb, war Pierre-Victorien Lottin Bürgermeister von Menneval und gab den Namen seines Vaters als Tranquille Victorien Constant Lottin de Charny an. Er selbst unterschrieb im Personenstandsbuch mit Victorien Lottin de Laval. Lottin wusste aufgrund seiner lokalhistorischen Studien, dass der adelige Zweig de Charny der Familie Lottin damals schon erloschen war. Im Grab des Vaters auf dem Friedhof von Menneval wurden Lottins Ehefrau Marguerite (1922–1901) und Lottin selbst später ebenfalls beigesetzt. Nach 1880 beschäftigte sich Lottin besonders mit Orientmalerei. Lottin starb an den Folgen eines Sturzes. Er war auf einen Stuhl geklettert um ein Bild von der Wand zu nehmen, stürzte und brach sich einen Oberschenkel.

### Reisen
Als Lottin über Enguerrand de Marigny (1260–1315) und Tankred von Lecce (1138–1194) schrieb, wurde er es leid, in staubigen Archiven zu sitzen, er wollte die Geschichte an ihren Schauplätzen studieren und unternahm deshalb auf den Spuren von Drogo von Hauteville († 1051) von 1834 bis 1836 eine Reise nach Italien, Sizilien, Dalmatien und Illyrien. Sein Buch Un an sur les chemins berichtet von dieser Reise. 1842 reiste Lottin in den Elsass und nach Belgien. 1843 erhielt er von der französischen Regierung den offiziellen Auftrag einer Forschungsreise in den Orient. Die Reise dauerte vier Jahre. Er folgte auf der ersten Reise (1843–1844) der „Route der Kreuzzüge des 12. Jahrhunderts“. Er schickte Notizen und Zeichnungen aus Erzurum, Kars und Ani und anderen Orten nach Paris. Die zweite Etappe führt ihn nach Babylonien. In Mosul traf er Paul-Émile Botta (1802–1870) und erlebte die Wiederentdeckung Ninives mit. Lottins Reisegefährte Charles de Gatines veröffentlichte einen Bericht über diese Etappe 1862 in der Revue de l’Orient.

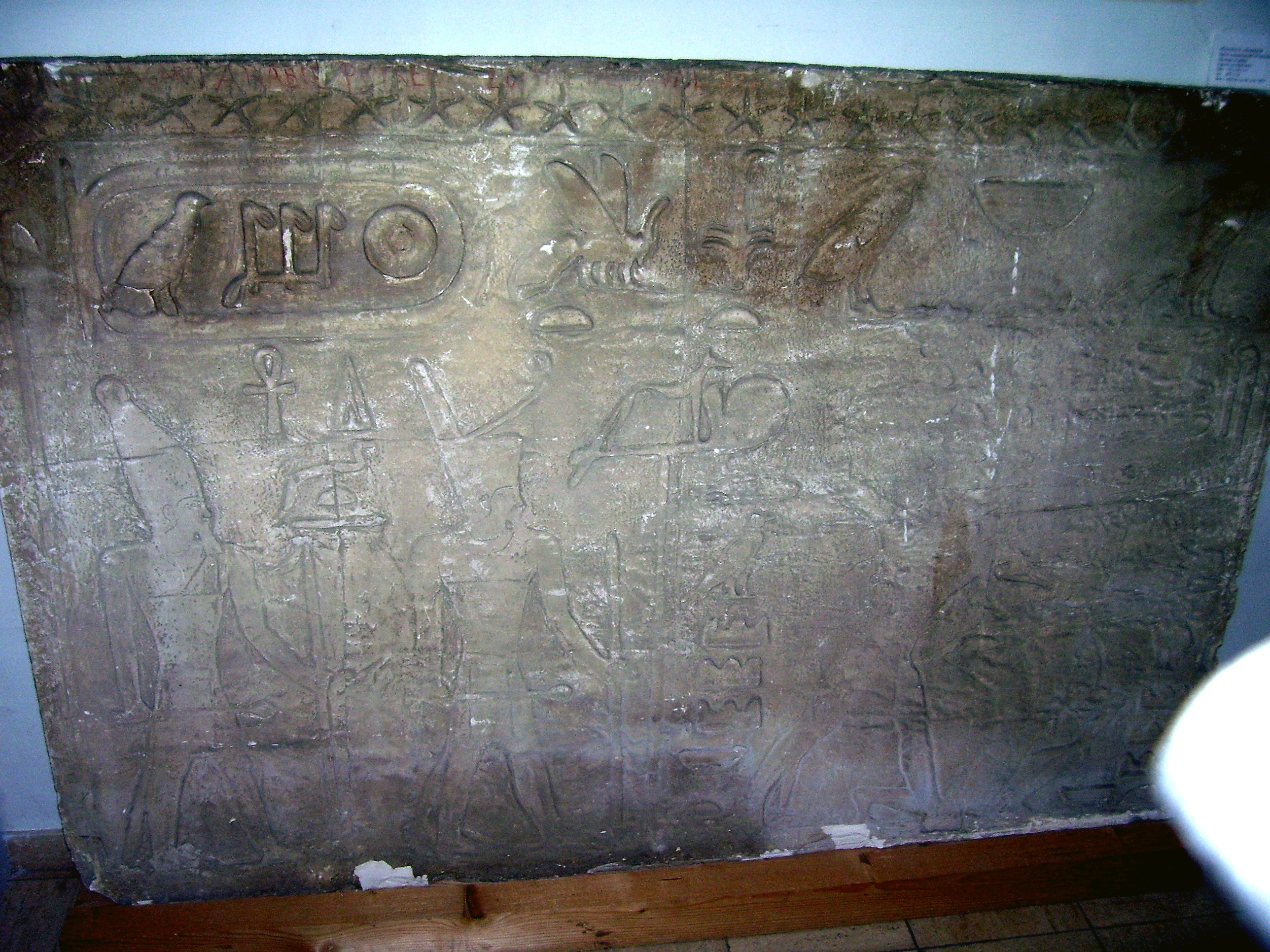
Lottinoplastie eines Reliefs einer Expedition Sahures im Wadi Maghara

Die dritte offizielle Mission führte Lottin von 1850 bis 1851 auf die Arabische Halbinsel, die Sinai-Halbinsel und nach Mittelägypten. Der Kurator Félicien de Saulcy (1807–1880) hatte ihn beauftragt, den Weg zu rekonstruieren, den die Israeliten beim Auszug aus Ägypten genommen hatten. Er beschrieb diese Reise in dem Buch Voyage Dans La Peninsule Arabique Du Sinai Et L’Egypte Moyenne, das in drei Bänden von 1855 bis 1859 erschien. Viele Lottinoplastien, die Lottin auf dieser Reise erstellte, wurden im Louvre ausgestellt. In Kairo stellte er ein Expeditionsteam zusammen. Die Reise führte von Sues aus entlang der Küste des Golfs von Sues nach Uyun Musa, der „Quelle des Moses“, die man für den Ort Mara der Bibel hielt. Dann nach Gharandal, das man für die Oase Elim hielt, nach Abu Zenima und schließlich zum Wadi Maghara. Lottin fertigte unter anderem zwei Lottinoplastien von Reliefs, die Sahure (Regierungszeit 2490 bis 2475 v. Chr.) bei Expeditionen zu den dortigen Türkisminen hinterlassen hatte. Danach zog Lottin nach Nordosten zum Tal der Inschriften, Mokatteb, auf dem Dschebel Serbal. Dort dokumentierte Lottin Inschriften der Nabatäer. Einige Inschriften stammen aus dem 15. v. Chr. und es handelt sich um die Darstellung ägyptischer Laute mit dem Alphabet der ansässigen Bevölkerung. Die Reise führte dann an der Oase Feiran vorbei, zum Katharinenkloster und dem Berg Sinai. Danach reiste er weiter zum Golf von Akaba und zurück nach Sues. Auf der Sinai-Halbinsel erstellte Lottin ungefähr 700 Lottinoplastien und Zeichnungen von Inschriften, Stelen und Reliefs. Von Sues aus reiste er zu den Steinbrüchen von Tura und nach Memphis, Sakkara und schließlich nach Kairo. Die Steinbrüche in Tura können heute nicht mehr besucht werden. Einige der Stelen und Reliefs, von denen Lottin Formen fertigte, wurden später zerstört oder gestohlen. Als er sich in Alexandria zur Rückreise nach Frankreich einschiffte hatte er 200 Kilogramm Lottinoplastien im Gepäck.

## Orden

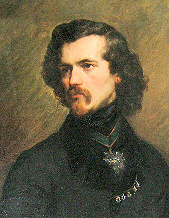
Porträt Lottins (1840) von Auguste Charpentier, hier trägt Lottin das Juli-Kreuz

Im Juli 1831 wurde Lottin das Juli-Kreuz verliehen, weil er im Jahr 1830 verhindert hatte, dass eine Abteilung des Louvre geplündert wurde. Im Juli 1845 erhielt Lottin den Sonnen- und Löwenorden im Rang eines Kommandeurs in Teheran. Am 24. März 1847 erhielt Lottin den Verdienstorden der Ehrenlegion als Chevalier de la Légion d’Honneur für die „wissenschaftlichen Missionen“, die er im Auftrag der Regierung in Persien, den arabischen Ländern und Ägypten durchgeführt hatte.

## Lottinoplastie
Als Lottin im Winter 1843 die Keilschrift-Inschrift an der Burg von Van sah, versuchte er die Inschrift durch Abklatsch zu kopieren, musste aber wegen des anhaltenden schlechten Wetters aufgeben. Da erinnerte er sich an Versuche, die er zehn Jahre zuvor in Italien mit Abgusstechniken gemacht hatte und beschaffte sich in Bagdad die nötigen Zutaten. Dann entwickelte er die Lottinoplastie.

## Schriften
- 1832 La Châtelaine d’Orbec
- 1833 Les Truands et Enguerrand de Marigny, Band 1, Band 2
- 1834 Robert le Magnifique, Band 1, Band 2 und Marie de Médicis Band 1 und Band 2
- 1837 Un an sur les chemins, Band 1 und Band 2
- 1838 Le comte de Nety, Band 1 und Band 2
- 1839 Les Galanteries du maréchal de Bassompierre, Band 1, Band 2, Band 3 und Band 4
- 1842 Les Comtes de Montgommery, Band 1 und Band 2 und Andalousia, Band 1 und Band 2
- 1857 Manuel Complet De Lottinoplastique. 1857 (bmlisieux.com).
- 1859 Voyage Dans La Peninsule Arabique Du Sinai Et L’Egypte Moyenne. Kessinger Publishing, 2010, ISBN 978-1-160-27193-6 (Nachdruck).
- 1890 Bernay et son Arrondissement. Kessinger Publishing, 2010, ISBN 978-1-160-32405-2 (Nachdruck).

## Ausgewählte Gemälde

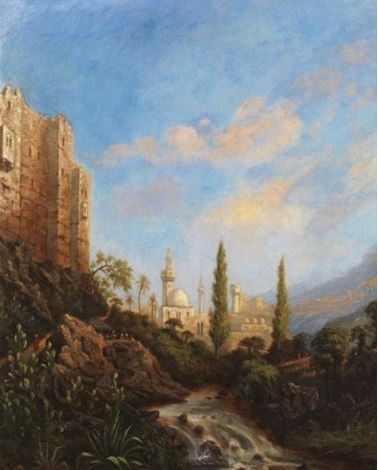
Blick auf Tripolis
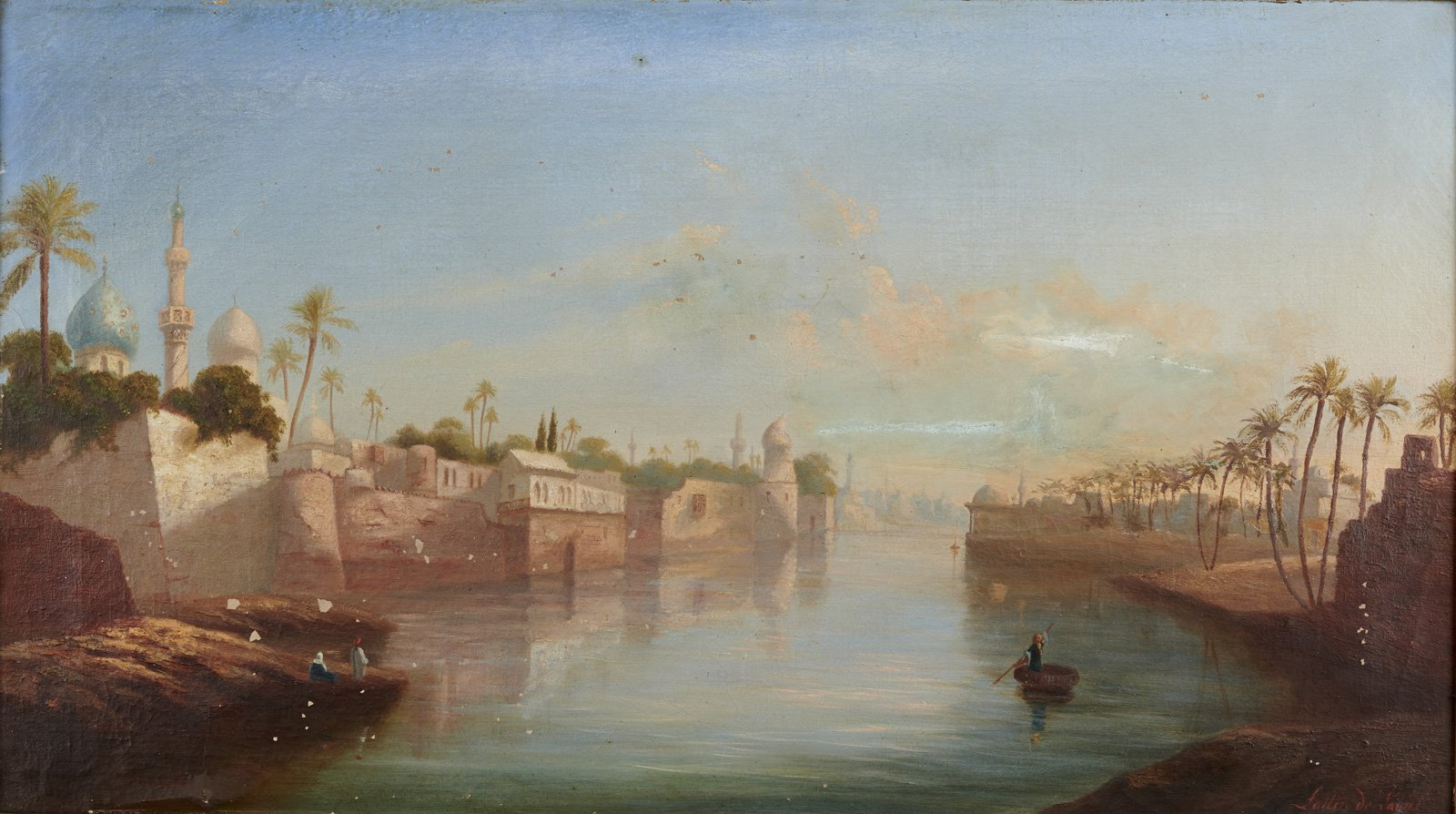
Baghdad
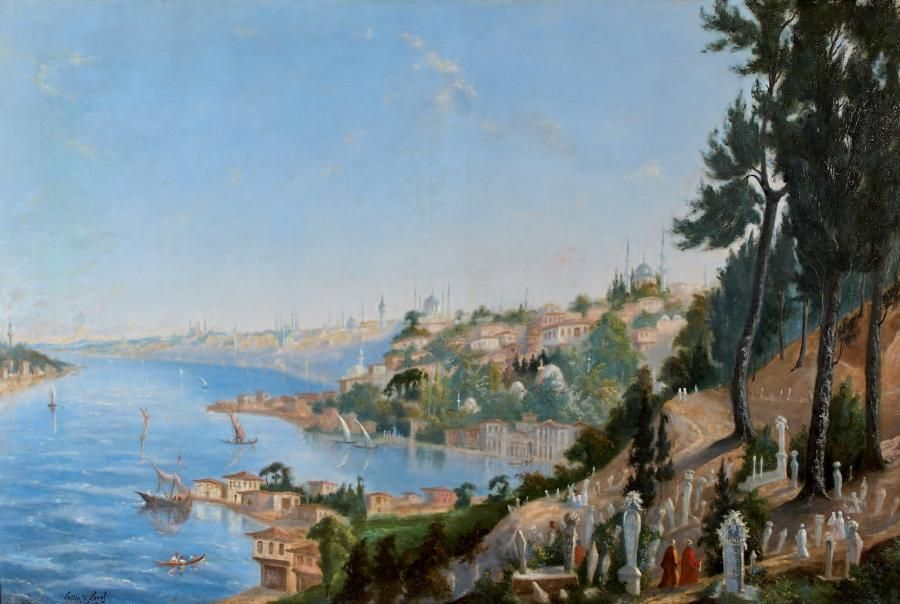
Blick auf den Bosporus
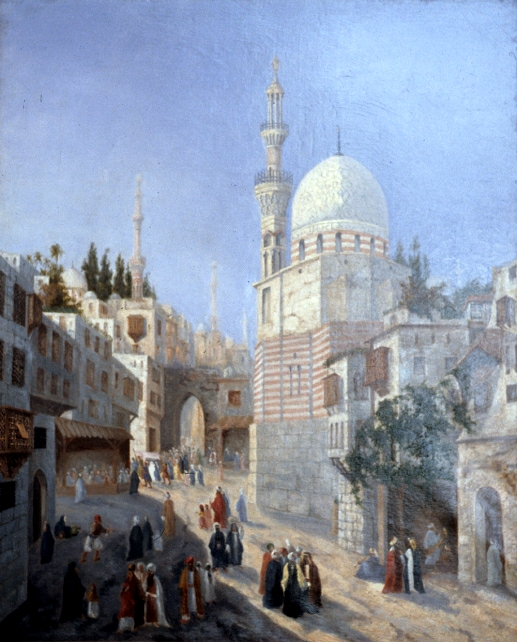
Strasse in Kairo